# Fresh Bar
Fresh Bar — торговая марка безалкогольных газированных напитков, принадлежащая с 2013 года российской компании Global Functional Drinks Rus.

## Описание
Бренд Fresh Bar был основан в 2012 году компанией «Очаково». Продукция Fresh Bar продаётся, в основном, на российском рынке. Инвестиции составляют 5 млрд рублей.
Дизайн упаковки разработан агентством Direct Design Visual Branding (DDVB). По словам производителей, продукция Fresh Bar ориентирована на потребителей в возрасте от 16 до 34 лет. Рекламной кампанией занимается агентство BE!MA, входящее в Media Arts Group.
В 2015 году был проведён ребрендинг Fresh Bar.

## Продукция
В основном, продукция Fresh Bar выпускается в бутылках объёмом 0,48—1,5 л или банках объёмом 0,45 л. В ассортимент бренда входят следующие вкусы:

### 0,45 л
- Double Funny
- Sparkling Boom
- Kiwi Mix
- Tropic Topic
- Merry Berry
- Citrus Ice
- Coco Nutty
- Magic Skills
- Jelly Bears
- Fresh Royal
- Cola Original
- Cola Vanilla
- Cola Banana
- Cola Zero Sugar (выведен из ассортимента)
- Reach Peach (выведен из ассортимента)
- Lime Time (выведен из ассортимента)

### 0,48 л
- Citrus Ice
- Orange Blast
- Merry Berry
- Double Funny
- Sparkling Boom
- Kiwi Mix
- Tropic Topic
- Coco Nutty
- Jelly Bears
- Magic Skills
- Asian Mix
- Asian Dream
- Melonade Mojito
- Black Jack (выведен из ассортимента)
- Reach Peach (выведен из ассортимента)
- Lime Time (выведен из ассортимента)
- Absinth Mix (выведен из ассортимента)
- Kir Royal (выведен из ассортимента)
- Happy Cake (выведен из ассортимента)
- Alpha Cola (выведен из ассортимента)

### 1,5 л
- Citrus Ice
- Kiwi Mix
- Double Funny
- Magic Skills
- Jelly Bears
- Cola Original
- Cola Vanilla
- Cola Banana
- Cola Zero Sugar (выведен из ассортимента)
- Orange Blast (выведен из ассортимента)
- Alpha Cola (выведен из ассортимента)

### Cola
- Cola Banana
- Cola Original
- Cola Vanilla
- Cola Dragon Fruit
- Cola Lemon
- Cola Zero Sugar (выведен из ассортимента)